# Aziz Ansari
Aziz Ismail Ansari (Columbia, 23 febbraio 1983) è un attore, sceneggiatore e comico statunitense di origini indiane, noto principalmente per il ruolo di Tom Haverford nella serie televisiva Parks and Recreation e di Dev Shah nella serie Master of None, per la quale si è aggiudicato un Premio Emmy e un Golden Globe.
Ha iniziato la sua carriera come comico nell'estate del 2001 a New York, dove frequentava la New York University. Nel 2007 si fa conoscere per aver creato e interpretato una serie di sketch comici per lo show di MTV Human Giant, andato in onda per due stagioni. Successivamente prende parte a diversi film, tra cui Funny People, I Love You, Man, Observe and Report, In viaggio con una rock star e 30 Minutes or Less. Nel gennaio del 2010 realizza il suo primo CD/DVD, intitolato Intimate Moments for a Sensual Evening e pubblicato su etichetta Comedy Central Records. Nel giugno dello stesso anno presenta gli MTV Movie Awards 2010.

## Biografia
Ansari è nato a Columbia, Carolina del Sud, da genitori indiani immigrati dal Tamil Nadu, in India. Suo padre Shaukath Ansari è un gastroenterologo e sua madre Fatima Ansari lavora in uno studio medico. È cresciuto in Bennettsville, Carolina del Sud, dove ha frequentato la Marlboro Academy e la South Carolina Governor's School for Science and Mathematics.

### Carriera

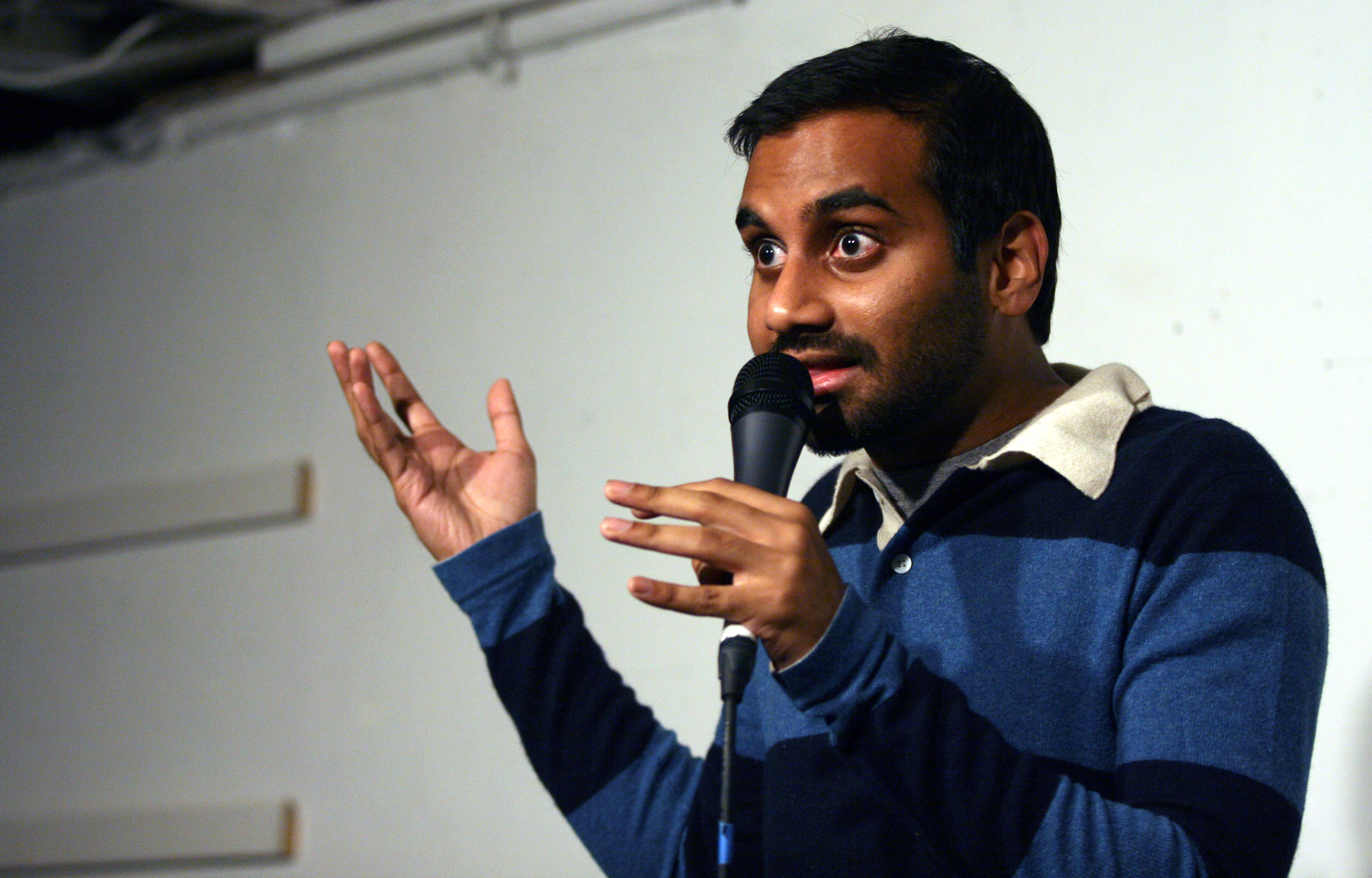
Aziz Ansari nel dicembre 2011, durante un'esibizione.

Ansari ha iniziato la sua carriera artistica come comico stand-up a New York, mentre frequentava Leonard N. Stern School of Business presso la New York University, dove si è laureato nel 2004 in marketing. Si è esibito spesso al Upright Citizens Brigade Theatre, suscitando l'interesse degli addetti nel settore. Nel 2005, la rivista Rolling Stone lo ha incluso nella loro annuale "Hot List" come "Hot Standup". L'anno successivo ha vinto il Premio della Giuria come "Best Standup" al US Comedy Arts Festival 2006 di Aspen, in Colorado.
Nell'estate del 2005, Ansari inizia una collaborazione con i colleghi comici Rob Huebel e Paul Scheer e il regista Jason Woliner, con cui realizza una serie di cortometraggi e sketch comici, che nel 2006 li porta ad essere protagonisti di vari sketch per lo show di MTV Human Giant. Lo show è andato in onda per due stagioni, dal 2007 al 2008.
Dopo aver debuttato al cinema, con un piccolo ruolo nella commedia Scuola per canaglie, Ansari compare in un episodio della serie TV della HBO Flight of the Conchords, nel ruolo di un fruttivendolo xenofobo con difficoltà a differenziare australiani e neozelandesi. Ha inoltre avuto un ruolo ricorrente nell'ottava stagione della sit-com Scrubs - Medici ai primi ferri, nel ruolo di Ed, un nuovo stagista dell'ospedale.
Dall'aprile del 2009 è impegnato con la serie televisiva della NBC Parks and Recreation, nel ruolo di Tom Haverford. Grazie al successo della serie, inizia ad ottenere sempre più ruoli cinematografici. Nel solo 2009 ha recitato in tre commedie; Funny People, I Love You, Man e Observe and Report. Nel 2010, dopo aver preso parte al film In viaggio con una rock star, presenta gli MTV Movie Awards 2010, dove dà vita ad una serie di parodie di film di successo come Precious e Avatar. Nel 2011 viene diretto da Ruben Fleischer, assieme a Jesse Eisenberg e Danny McBride nel film 30 Minutes or Less. Mentre nel 2012 presta la sua voce al personaggio del coniglio preistorico Squint nel film d'animazione L'era glaciale 4 - Continenti alla deriva.
Nonostante i vari impegni cinematografici e televisivi, Ansari continua ad esibirsi come comico. Tra il 2008 e il 2009 ha lavorato nel Glow in the Dark Tour, da cui è stato preso il materiale per la realizzazione del CD/DVD speciale Intimate Moments for a Sensual Evening, pubblicato nel gennaio 2010 su etichetta Comedy Central Records. Nell'estate del 2010, Ansari ha iniziato un nuovo tour teatrale intitolato Dangerously Delicious Tour. Nel 2015 è il protagonista e ideatore della serie televisiva Master of None, prodotta da Netflix, con la quale riceve una candidatura ai Golden Globe 2016 nella categoria "Miglior attore in una serie commedia o musicale". Nell'agosto del 2016 si trasferisce a Modena per cominciare le riprese della seconda stagione della sua serie televisiva.

## Filmografia

### Teatro
- Aziz Ansari: Live at Madison Square Garden, regia di Aziz Ansari (2014)

### Cinema
- Scuola per canaglie (School for Scoundrels), regia di Todd Phillips (2006)
- The Rocker - Il batterista nudo (The Rocker), regia di Peter Cattaneo (2008)
- Funny People, regia di Judd Apatow (2009)
- Observe and Report, regia di Jody Hill (2009)
- I Love You, Man, regia di John Hamburg (2009)
- In viaggio con una rock star (Get Him to the Greek), regia di Nicholas Stoller (2010)
- 30 Minutes or Less, regia di Ruben Fleischer (2011)
- (S)Ex List (What's Your Number?), regia di Mark Mylod (2011)
- Facciamola finita (This Is the End), regia di Evan Goldberg e Seth Rogen (2013)

### Televisione
- Flight of the Conchords – serie TV, episodio 1x07 (2007)
- Human Giant – show TV (2007-2008)
- La peggiore settimana della nostra vita (Worst Week) – serie TV, episodio pilota (2008)
- Reno 911! – serie TV, 2 episodes (2009)
- Scrubs - Medici ai primi ferri – serie TV, 4 episodi (2009)
- Parks and Recreation – serie TV, 124 episodi (2009-2015)
- Master of None – serie TV, 20 episodi (2015-2017)

### Doppiatore
- L'era glaciale 4 - Continenti alla deriva (Ice Age: Continental Drift Walter), regia di Steve Martino e Mike Thurmeier (2012)
- Epic - Il mondo segreto (Epic), regia di Chris Wedge (2013)

## Discografia
- 2009 – Raaaaaaaandy Mixtape (con Dave Sitek)
- 2010 – Intimate Moments for a Sensual Evening

## Riconoscimenti
- Golden Globe
  - 2016 – Candidatura come miglior attore in una serie commedia o musicale per Master of None
  - 2018 – Miglior attore in una serie commedia o musicale per Master of None
- Teen Choice Awards
  - 2010 – Candidatura come miglior comico

## Doppiatori italiani
- Riccardo Scarafoni in Parks and Recreation, L'era glaciale 4 - Continenti alla deriva, Master of None
- Nanni Baldini in 30 Minutes or Less, Funny People
- Davide Lepore in Observe and Report
- Luigi Ferraro in I Love You, Man
- Edoardo Stoppacciaro in Scrubs - Medici ai primi ferri
- Francesco Sechi in Scuola per canaglie
- Pasquale Petrolo in Epic
- Emilio Mauro Barchiesi in Facciamola finita
- Andrea La Greca in Wander